# Alestorm
Ne pas confondre avec Halestorm, un groupe de rock américain
Alestorm est un groupe britannique de folk metal, originaire de Perth, en Écosse. Formé en 2004, le nom du groupe peut se traduire par « tempête de bière » (Ale étant la bière de « fermentation haute »). Initialement connu sous le nom de Battleheart, le groupe change de nom pour Alestorm le 8 août 2007. Qualifié de pirate metal, les compositions du groupe font référence à l'univers de la piraterie, tant au niveau des sonorités que des paroles et de l'univers visuel.

## Biographie

### Formation et débuts (2004–2009)
Battleheart est formé en 2004. Il est à l'origine composé de Gavin Harper et Christopher Bowes. Il enregistre sa première démo indépendante début 2006 . Le groupe a été ensuite complété par le bassiste Dani Evans et le batteur Doug Swierczec. Battleheart réalisa d’ailleurs son premier concert seulement cinq jours après que les membres se soient tous rencontrés pour la première fois. Terror on the High Seas, leur seconde démo, est enregistrée la même année. Plus tard dans l’année, la chanson Set Sail and Conquer de la démo a été reprise pour le CD Battle Metal V de Metal Hammer, aux côtés d’autres groupes comme Týr, Firewind, HammerFall ou encore Blind Guardian. Fin 2006, le batteur Doug Swierczec quitte le groupe et est remplacé par Ian Wilson .
En 2007, le groupe signe chez le label indépendant autrichien Napalm Records ; cependant la maison pose une condition : ils doivent changer de nom car celui-ci se rapproche d'un groupe déjà signé par le label, Battlelore, et la maison de disques préfère éviter tout risque de confusion. C'est ainsi que le combo écossais change son nom de Battleheart à Alestorm,.
Jonglant avec ses influences, comme Bal-Sagoth et Primordial pour ne citer qu'eux, Alestorm sort son premier album Captain Morgan's Revenge en 2008 et est salué par la critique. La chanson Captain Morgan’s Revenge est d’ailleurs également reprise pour le CD Battle Metal VI de Metal Hammer. Ce premier album est rapidement suivi de Black Sails at Midnight en 2009.

### Back Through TimeetSunset on the Golden Age(2011–2015)

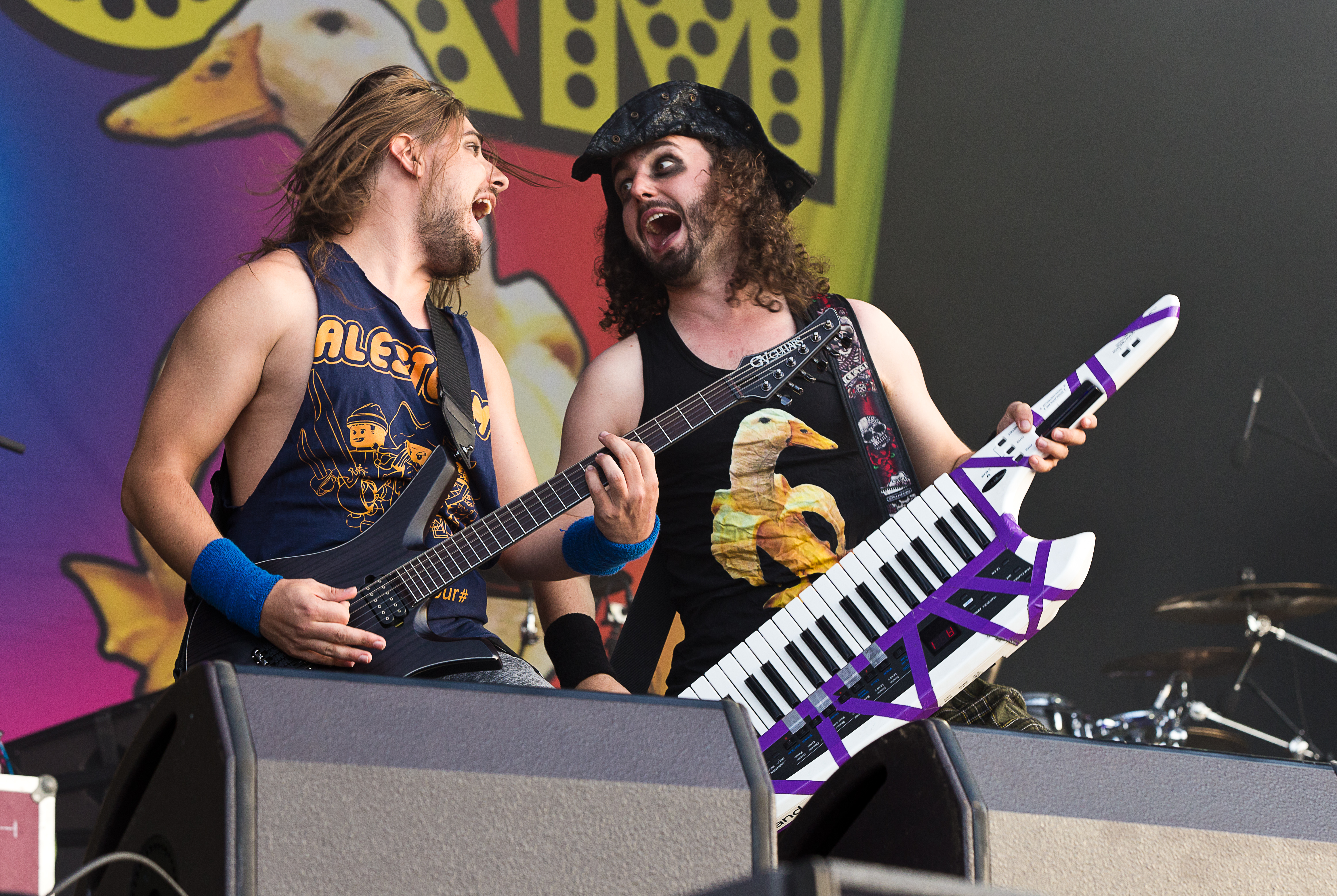
Alestorm, lors du Rockharz Open Air en 2015.

Après avoir confirmé leur réputation de « Kick Ass Live Band » (littéralement « groupe qui botte les fesses sur scène ») grâce à des concerts dans le monde entier, Alestorm sort en 2011 son troisième album, Back Through Time. Le 15 novembre 2013, le groupe sort un album live intitulé Live at the End of the World enregistré en Australie et en Nouvelle-Zélande.
Le 1er août 2014 sort leur quatrième album studio, Sunset on the Golden Age sous le label Napalm Records. C'est le premier album du groupe dans lequel Elliot Vernon joue en tant que claviériste. Cet opus est alors salué par la critique, cette dernière le qualifiant comme « leur meilleur album à ce jour ».
Le 13 juin 2015, dans une vidéo publiée sur leur page Facebook, le groupe annonce, à la suite du départ de Dani Evans le 19 avril , son remplacement par Máté Bodor. Après une tournée en Australie en novembre 2015 à l'occasion du Piratefest Down Under 2015 en compagnie d'autres groupes comme Lagerstein, Troldhaugen, ainsi que d'autres, le groupe repart en tournée en Europe avec Sabaton et Bloodbound à partir du 12 février 2016.

### No Grave But the Sea(2016-2019)

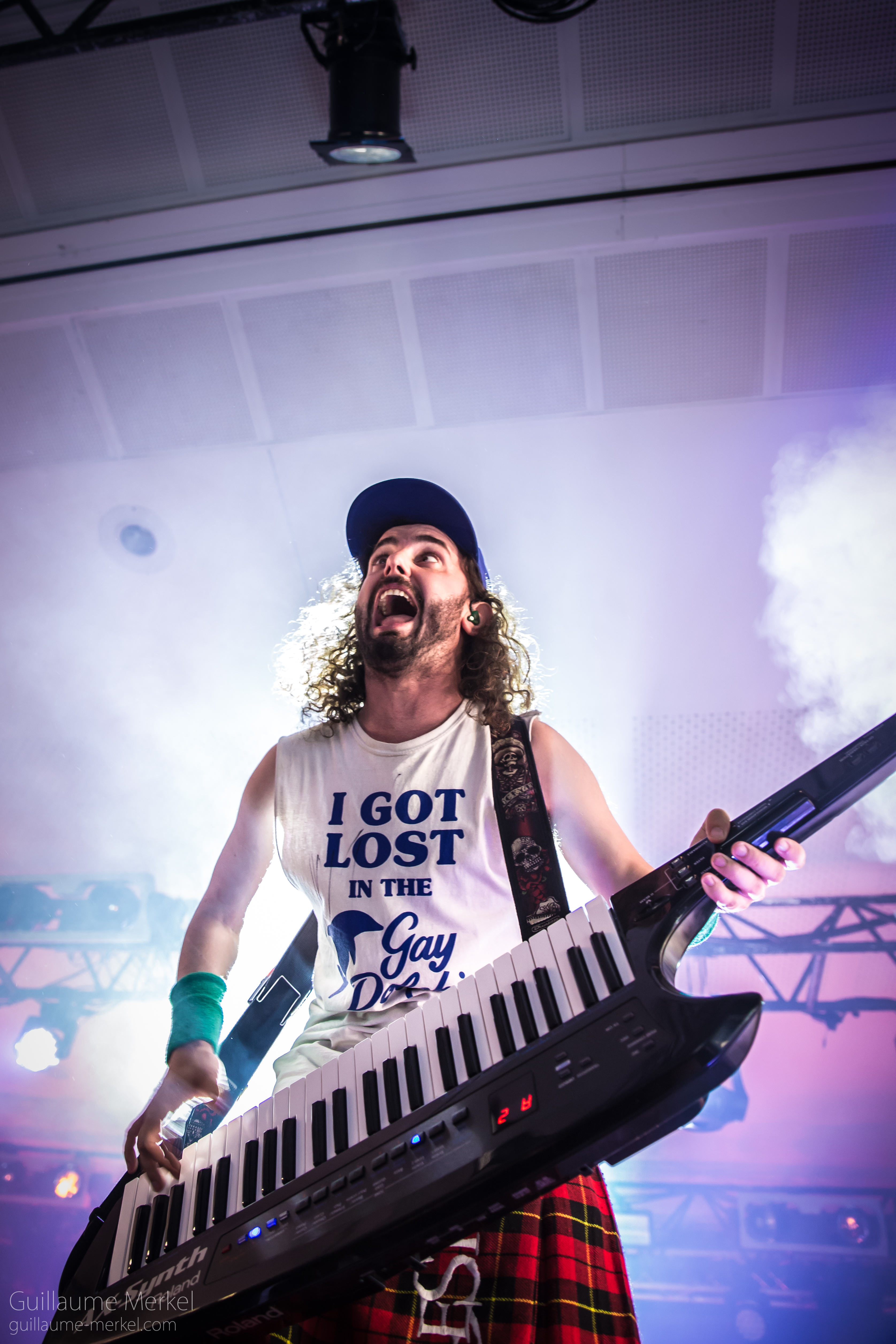
Christopher Bowes lors du Selestat en 2017.

Le 2 juin, le groupe annonce la signature d'un nouveau contrat avec Napalm Records et confirme officiellement la sortie d'un nouvel album pour 2017, mais sans donner pour autant plus de précisions. Le 28 juin, une nouvelle tournée nord-américaine est annoncée, avec les groupes Nekrogoblikon et Aether Realm. Celle-ci débute le 2 octobre 2016 à Greensboro et passe par des villes comme New York, Philadelphie ou bien Atlanta. Le 30 septembre 2016, le groupe publie un split sur lequel figurent une reprise de leur chanson Drink (de l'album Sunset on the Golden Age) par Skalmöld et une reprise de Kvaðning de ce dernier par Alestorm.
Le 5 janvier 2017, le groupe annonce être entré en studio pour enregistrer leur cinquième album qui s'intitule No Grave But the Sea. L'enregistrement sera à nouveau produit par Lasse Lammert et sera le premier opus pour lequel Máté Bodor officie pour la guitare. Plus de détails sont donnés le 10 mars, date à laquelle la liste des chansons, la pochette, ainsi que la date de sortie sont dévoilés. L'album est alors prévu pour le 26 mai 2017. Le 21 avril 2017, un premier extrait de l'album est dévoilé sous forme de clip vidéo publié sur YouTube, il s'intitule Alestorm. Le second clip, Mexico, sort le 5 mai 2017.
Le 2 novembre 2017, à l'occasion du dixième anniversaire de la sortie de leur premier album Captain Morgan's Revenge, le groupe annonce la remasterisation de celui-ci, avec une réédition dont la sortie est prévue pour le 26 janvier 2018, toujours sous le label Napalm Records.
Le groupe annonce de nouvelles tournées en Australie en novembre 2018 qui se déroule du 06 février au 11 février 2019 avec des passages dans des villes comme Perth, Sydney ou bien Melbourne.

### Curse of the Crystal CoconutetSeventh Rum of a Seventh Rum(depuis 2020)
Le 7 janvier 2020, Alestorm annonce être rentré au Krabi Road Studios en Thaïlande pour enregistrer son sixième album. Celui-ci s'intitule Curse of the Crystal Coconut et est annoncé pour une sortie durant l'été 2020, toujours sous le label Napalm Records. Ils dévoilent plus d'informations le 4 mars 2020. L'album est alors annoncé pour le 29 mai 2020, toujours sous le label Napalm Records. La pochette et la liste des titres sont également dévoilés. Après leur performance au Download Festival en Australie, Alestorm repart en tournée promotionnelle de leur nouvel album à partir du 4 juin 2020 avec notamment un passage prévu le 20 juin au Hellfest. C'est le 2 avril 2020 que le groupe publie un extrait de l'album intitulé Treasure Chest Party Quest sous forme de clip vidéo sur Youtube. Un nouvel extrait intitulé Tortuga est dévoilé quelques semaines après. Le 14 mai 2020, ils publient un troisième extrait, Fannybaws, toujours sous forme de clip vidéo sur YouTube.
Le 25 février 2021, ils annoncent la sortie pour le 28 mai 2021 de leur nouveau DVD Live in Tilburg, ce dernier ayant été enregistré en 2019. Quelques mois après, ils partent en tournée avec Gloryhammer et Aether Realm à partir du 30 novembre 2021 à Southampton, et ce jusqu'au 11 décembre 2021 à Londres. 
Le 16 janvier 2022, ils annoncent qu'ils rentrent en studio au Middle Farm Studios dans le Devon pour enregistrer leur septième album qui s'intitule Seventh Rum of a Seventh Rum. Leur producteur est à nouveau Lasse Lammert. Le 6 avril 2022, ils dévoilent un premier extrait, Magellan's Expedition, sous forme de clip vidéo. Ils annoncent également la sortie de leur album Seventh Rum of a Seventh Rum pour le 24 juin 2022, toujours sous Napalm Records. D'autres extraits sont dévoilés par la suite, comme P.A.R.T.Y ou bien The Battle of Cape Fear River.

## Style musical
Le groupe définit lui-même son style musical comme du « True Scottish Pirate Metal » ,. Le groupe joue dans différents styles dérivés du metal, mais est généralement classifié parmi les groupes de folk metal ou de power metal. En effet, l’usage de claviers en tant qu’accordéons ou autres instruments traditionnels, ainsi que les paroles abordant les thèmes de la piraterie ont un côté épique propre au power metal, mais ces mêmes paroles faisant l’éloge de la liberté et de la beuverie confèrent un côté très folk metal, tout cela étant accentué par l’utilisation de chœurs, comme dans The Sunk’n Norwegian, Wolves of the Sea ou encore You Are a Pirate.
Les chansons se veulent généralement joviales, en utilisant des accordéons comme dans I’m A Cider Drinker, afin de transmettre la sensation de liberté absolue ressentie par les pirates. Avec des chansons comme Surf squid warfare, dans laquelle leur groupe de pirates rencontre un membre de leur équipage venu du futur lui narre une terre future envahie par des calamars zombies venus de l'espace, leur demandant ainsi de venir dans le futur pour "sauver le monde grâce à la bière", Alestorm donne un côté absurde à ses chansons.

## Membres

### Membres actuels
- Christopher Bowes – claviers, chant (depuis 2004)
- Gareth Murdock – basse, chœurs  (depuis 2008)
- Peter Alcorn – batterie (depuis 2010)
- Elliot Vernon – claviers (live uniquement 2011–2012, puis membre permanent depuis 2012)[41]
- Máté Bodor – guitare (depuis 2015)

### Anciens membres
- Gavin Harper – guitare, chœurs (2004–2008)
- Stuart Finnie – basse (2004–2005)
- Graham Motion (†) – batterie (2004–2005)
- Doug Swierczek – batterie (2006–2008)
- Tim Shaw – guitare, chœurs (2008)
- Alex Tabisz – batterie (2008)
- Ian Wilson – batterie (2007–2010)
- Dani Evans – basse (2006–2008), guitare, chœurs (2008–2015)

## Vidéographie

### Clips
- 2009 : Keelhauled, tiré de Black Sails at Midnight, dirigé par Silvan Büge
- 2011 : Shipwrecked, tiré de Back Through time, dirigé par Ivan Colic
- 2012 : Death Throes of the Terrorsquid, tiré de Back Through time, dirigé par Ivan Colic
- 2014 : Drink, tiré de Sunset On The Golden Age, dirigé par Ivan Colic
- 2015 : Magnetic North, tiré de Sunset On The Golden Age
- 2017 : Alestorm, tiré de No Grave But The Sea
- 2017 : Mexico, tiré de No Grave But The Sea
- 2017 : Fucked With An Anchor, tiré de No Grave But The Sea, clip réalisé en studio d'enregistrement
- 2020 : Treasure Chest Party Quest, tiré de l'album Curse of the Crystal Coconut
- 2020 : Tortuga, tiré de l'album Curse of the Crystal Coconut, avec la participation de Captain Yarrface (du groupe Rumahoy)
- 2020 : Fannybaws, tiré de l'album Curse of the Crystal Coconut
- 2020 : Pirate Metal Drinking Crew, tiré de l'album Curse of the Crystal Coconut
- 2020 : Shit Boat (No Fans), tiré de l'album Curse of the Crystal Coconut
- 2020 : Big Ship Little Ship, single
- 2022 : Zombies Ate My Pirate Ship, tiré de l'album Curse of the Crystal Coconut
- 2022 : Magellan's Expedition, tiré de l'album Seventh Rum of a Seventh Rum
- 2022 : P.A.R.T.Y., tiré de l'album Seventh Rum of a Seventh Rum
- 2022 : The Battle of Cape Fear River, tiré de l'album Seventh Rum of a Seventh Rum, dirigé par Mihaszna film
- 2022 : Seventh Rum of a Seventh Rum, tiré de l'album éponyme
- 2024 : Voyage of the dead Marauder, avec la participation de Patty Gurdy, produit par Mirko Witzki
- 2024 : Uzbekistan, tiré de l'EP Voyage of the Dead Marauder
- 2025 : Frozen Piss 2, tiré de l'album The Thunderfist Chronicles
- 2025 : The Storm, tiré de l'album The Thunderfist Chronicles

### Vidéos lyriques
- 2014 : Hangover, tiré de Sunset On The Golden Age (reprise de Hangover de Taio Cruz)
- 2017 : Captain Morgan's Revenge, tiré de Captain Morgan's Revenge, vidéo publiée pour les 10 ans de l'album qui sera réédité en 2018

### Clips Live
- 2009 : Nancy The Tavern Wench, tiré de Black Sails at Midnight enregistré au Wacken Open Air 2008
- 2013 : In the Navy, tiré de Live at the End of the World (ce clip sert de teaser au DVD - reprise du morceau éponyme de Village People)

### DVD
- 2013 : Live at the End of the World enregistré à Melbourne en Australie